# Lijst van oorlogsmonumenten in Echt-Susteren
De Nederlandse gemeente Echt-Susteren heeft 31 oorlogsmonumenten. Hieronder een overzicht.
| Nr.                             | Object                                                 | Herdachte groep                                                                            | Ontwerper                                                              | Onthulling        | Type                | Locatie                               | Plaats             | Coördinaten                   | Foto                                                   |
| ------------------------------- | ------------------------------------------------------ | ------------------------------------------------------------------------------------------ | ---------------------------------------------------------------------- | ----------------- | ------------------- | ------------------------------------- | ------------------ | ----------------------------- | ------------------------------------------------------ |
| 16                              | Monument voor kapelaan Emile A.F. Goossens             | verzet Nederland                                                                           | Harrie Tummers                                                         | 21 april 1985     | gedenksteen         | Plats 15, 6101 AP                     | Echt               | 51° 6' 24" NB, 5° 51' 55" OL  | Monument voor kapelaan Emile A.F. Goossens             |
| 17                              | Monument voor Edith Stein                              | vervolgden Nederland                                                                       | Joop Utens                                                             | 31 mei 1987       | gedenksteen         | Bovenstestraat, 6101 EG               | Echt               | 51° 6' 16" NB, 5° 52' 1" OL   | Monument voor Edith Stein                              |
| 1227                            | Monument op het Raadhuisplein                          | algemeen                                                                                   |                                                                        | 5 mei 2001        | overig              | Raadhuisplein, 6114 JH                | Susteren           | 51° 3' 58" NB, 5° 51' 14" OL  | Monument op het Raadhuisplein                          |
| 1228                            | Monument voor Nederlandse Militairen                   | militairen in dienst van het Ned. Kon. 1940-1945                                           | Frans A.C. Vayssier                                                    | 10 mei 1949       | plaquette           | Maaseikerweg, 6116                    | Roosteren          | 51° 4' 47" NB, 5° 49' 29" OL  | Monument voor Nederlandse Militairen                   |
| 1529                            | Monument bij de kerk                                   | overig                                                                                     | Theo Stoffels                                                          |                   | overig              | Kapelaan Verdonschotstraat 3, 6104 BL | Koningsbosch       | 51° 3' 5" NB, 5° 57' 32" OL   |                                                        |
| 1636                            | Oorlogsmonument                                        | burgerslachtoffers                                                                         |                                                                        |                   | begraafplaats/graf  | Prinsenbaan, 6104 BA                  | Koningsbosch       | 51° 3' 24" NB, 5° 57' 45" OL  | Oorlogsmonument                                        |
| 1758                            | Oorlogsmonument                                        | militairen in dienst van het Ned. Kon. na 1945, burgerslachtoffers                         | Joop Utens (1937-2006)                                                 | 4 mei 1980        | zuil                | Nieuwe Markt 55, 6101 CV              | Echt               | 51° 6' 10" NB, 5° 52' 19" OL  |                                                        |
| 2272                            | Oorlogsmonument                                        | militairen in dienst van het Ned. Kon. 1940-1945,Burgerslachtoffers                        | Joop Utens (hoofdmonument) en Fa. Utens (toevoeging voor militair Bex) | 4 mei 1986        | zuil                | Millenerstraat 3, 6118 GE             | Nieuwstadt         | 50° 59' 51" NB, 5° 52' 13" OL |                                                        |
| 2304                            | Plaquette in het NS-station                            | burgerslachtoffers                                                                         | Ir. H.G.J. Schelling (ontwerp), H.J. Winkelman (uitvoering)            |                   | plaquette           |                                       | Echt               | 51° 6' 27" NB, 5° 52' 2" OL   |                                                        |
| 2352                            | Plaquette in het NS-station                            | burgerslachtoffers                                                                         | Ir. H.G.J. Schelling (ontwerp), H.J. Winkelman (uitvoering)            | 8 april 1948      | plaquette           | Spoorstraat 21, 6114 EL               | Susteren           | 51° 3' 48" NB, 5° 51' 49" OL  |                                                        |
| 3361                            | Gedenksteen voor Edith en Rosa Stein                   | vervolgden Nederland                                                                       | Joop Utens (1934-2006)                                                 | 11 oktober 1998   | plaquette           | Peyerstraat 16, 6101 GD               | Echt               |                               |                                                        |
| 3386                            | Hoofdmonument voor de geallieerde vliegtuigbemanningen | geallieerde militairen                                                                     | Lei Hannen                                                             | 3 september 2006  | beeld/sculptuur     | Pepinusbrug 6, 6102 RJ                | Pey                |                               | Hoofdmonument voor de geallieerde vliegtuigbemanningen |
| 3413                            | Joods monument                                         | vervolgden Nederland                                                                       | J.A. Schreurs en A.J. Göttgens                                         | 24 oktober 1998   | gedenkmuur          | Plats 15, 6101 AP                     | Echt               |                               | Joods monument                                         |
| 3441                            | Whitworth Whitley-monument                             | geallieerde militairen                                                                     |                                                                        |                   | plaquette           | Annendaalderweg, 6105                 | Maria-Hoop         | 51° 5' 28" NB, 5° 57' 54" OL  |                                                        |
| Dit oorlogsmonument op Wikidata | Indië-Monument                                         | Indië-militairen                                                                           |                                                                        | 29 mei 2009       | sculptuur/plaquette | Vlaskuilseweg                         | Maria-Hoop         |                               | Indië-Monument                                         |
| 3442                            | Wellington-monument                                    | geallieerde militairen                                                                     |                                                                        |                   | plaquette           | Brugweg, 6102                         | Pey                | 51° 5' 27" NB, 5° 54' 34" OL  |                                                        |
| 3443                            | Short Stirling-monument                                | geallieerde militairen                                                                     |                                                                        |                   | plaquette           | Bos en Broek, 6102                    | Pey                | 51° 4' 12" NB, 5° 55' 22" OL  |                                                        |
| 3444                            | B17-monument                                           | geallieerde militairen                                                                     |                                                                        |                   | plaquette           | Roterweg, 6102                        | Slek               | 51° 5' 22" NB, 5° 53' 28" OL  |                                                        |
| 3445                            | Halifax-monument                                       | geallieerde militairen                                                                     |                                                                        |                   | plaquette           | Het Kranenbroek, 6102                 | Pey                | 51° 5' 48" NB, 5° 53' 19" OL  |                                                        |
| 3446                            | Hawker Typhoon-monument                                | geallieerde militairen                                                                     |                                                                        |                   | plaquette           | Echterhei, 6105                       | Echterbosch        | 51° 5' 5" NB, 5° 58' 46" OL   |                                                        |
| 3450                            | Oorlogsmonument                                        | burgerslachtoffers                                                                         |                                                                        |                   | gedenksteen         | Vleutstraat, 6114                     | Dieteren           |                               | Oorlogsmonument                                        |
| 3468                            | Oorlogsmonument                                        | militairen in dienst van het Ned. Kon. 1940-1945, burgerslachtoffers, vervolgden Nederland |                                                                        |                   | gedenksteen         | Raadhuisplein, 6114 JH                | Susteren           |                               |                                                        |
| 3469                            | Geloftekapel                                           | allen                                                                                      |                                                                        |                   | kapel               | Kokkelertstraat 2, 6116 AR            | Roosteren          | 51° 5' 3" NB, 5° 48' 26" OL   |                                                        |
| 3502                            | Monument voor Geallieerde Vliegers                     | geallieerde militairen                                                                     | Lei Hannen                                                             |                   | overig              | Roterweg, 6102 TM                     | Echt               |                               |                                                        |
| 3529                            | Edith Stein-monument                                   | vervolgden Nederland                                                                       | Joop Utens                                                             |                   | beeld/sculptuur     | Diepstraat 4, 6101 AT                 | Echt               | 51° 6' 27" NB, 5° 51' 58" OL  |                                                        |
| 3532                            | Plaquette bij de St. Stephanuskerk                     | algemeen                                                                                   |                                                                        |                   | plaquette           | Kerkstraat to no. 37, 6114 JT         | Dieteren           | 51° 4' 33" NB, 5° 50' 34" OL  |                                                        |
| 3540                            | Bevrijdingsmonument                                    | geallieerde militairen                                                                     |                                                                        | 25 januari 2009   | zuil                | Kapelaan Verdonschotstraat 3, 6104 BL | Koningsbosch       | 51° 3' 4" NB, 5° 57' 35" OL   |                                                        |
| 3541                            | Bevrijdingseik voor John Evans                         | geallieerde militairen                                                                     |                                                                        | 4 mei 1985        | boom                | Raadhuisplein, 6114 JH                | Susteren           | 51° 3' 60" NB, 5° 51' 13" OL  |                                                        |
| 3542                            | Spelen in vrijheid                                     | geallieerde militairen                                                                     | Miep Mostard-Heijthuijsen                                              | 1 november 2007   | beeld/sculptuur     | Reinou van Gelderstraat 63, 6114 EA   | Susteren           | 51° 3' 58" NB, 5° 51' 38" OL  |                                                        |
| 3630                            | Bevrijdingsmonument                                    | algemeen                                                                                   |                                                                        | 29 september 1994 | plaquette           | Markt 1, 6118 BB                      | Nieuwstadt         | 51° 2' 16" NB, 5° 51' 31" OL  |                                                        |
| 3631                            | Kazemat                                                | algemeen                                                                                   |                                                                        | 17 april 1998     | overig              | IJsstraat 6, 6114 RM                  | Susteren           | 51° 3' 10" NB, 5° 51' 56" OL  |                                                        |
| Dit oorlogsmonument op Wikidata | Stolpersteine                                          | vervolgden Nederland                                                                       | Gunter Demnig                                                          |                   | reliëf              | Zie Stolpersteine in Echt-Susteren    | Echt, Koningsbosch |                               | Meer afbeeldingen                                      |

Beek ·
Beekdaelen ·
Beesel ·
Bergen ·
Brunssum ·
Echt-Susteren ·
Eijsden-Margraten ·
Gennep ·
Gulpen-Wittem ·
Heerlen ·
Horst aan de Maas ·
Kerkrade ·
Landgraaf ·
Leudal ·
Maasgouw ·
Maastricht ·
Meerssen ·
Mook en Middelaar ·
Nederweert ·
Peel en Maas ·
Roerdalen ·
Roermond ·
Simpelveld ·
Sittard-Geleen ·
Stein ·
Vaals ·
Valkenburg aan de Geul ·
Venlo ·
Venray ·
Voerendaal ·
Weert